# Komarnica (Słowenia)
Komarnica – wieś w Słowenii, w gminie Cerkvenjak. W 2018 roku liczyła 46 mieszkańców.